# Cerkiew Zaśnięcia Najświętszej Maryi Panny w Ostrowiu Północnym
Cerkiew pod wezwaniem Zaśnięcia Przenajświętszej Bogurodzicy – prawosławna cerkiew parafialna w Ostrowiu Północnym. Należy do dekanatu Sokółka diecezji białostocko-gdańskiej Polskiego Autokefalicznego Kościoła Prawosławnego.

## Opis

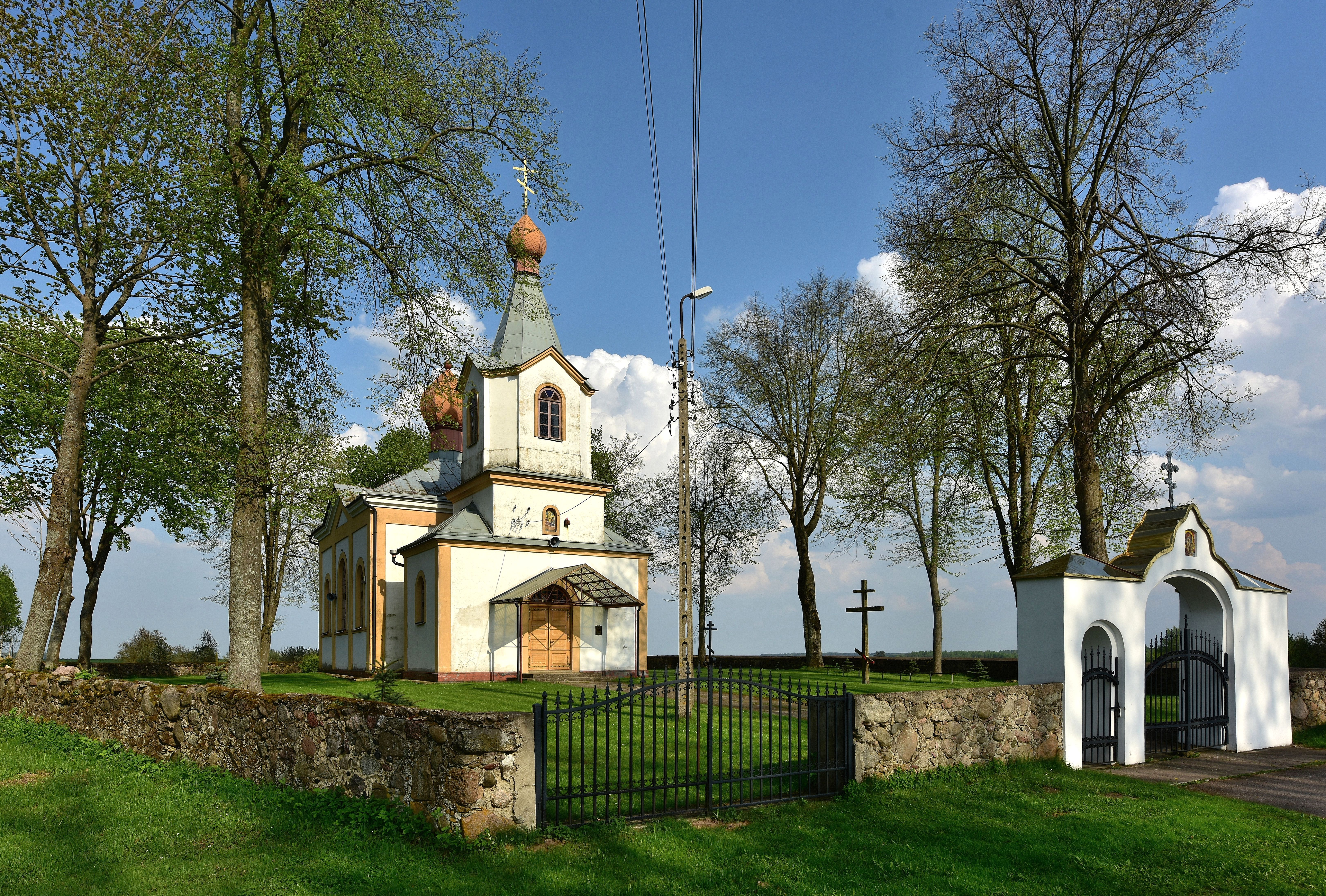
Cerkiew, brama wjazdowa i fragment ogrodzenia

Cerkiew wzniesiono w latach 1949–1952. Konsekracji świątyni dokonał 14 sierpnia 1952 arcybiskup białostocki i gdański Tymoteusz (późniejszy metropolita). 
Świątynia jest budowlą murowaną. Wewnątrz znajduje się złocony ikonostas, a wszystkie ściany wewnętrzne ozdabiają polichromie. Na początku XXI w. cerkiew została gruntownie wyremontowana, a w 2021 r. otrzymała komplet czterech nowych dzwonów.
Świątynię (wraz z przycerkiewnym cmentarzem i kamiennym ogrodzeniem) wpisano 28 grudnia 2016 r. do rejestru zabytków pod nr A-603.
Głównym świętem cerkiewnym jest uroczystość Zaśnięcia Bogurodzicy, obchodzona 28 sierpnia (15 sierpnia według starego stylu).